# Godley (Teksas)
Godley je grad u američkoj saveznoj državi Teksas. Prema popisu stanovništva iz 2010. u njemu je živjelo 1.009 stanovnika.